# Yoshinobu Oyakawa
Yoshinobu Oyakawa (Isola di Hawaii, 9 agosto 1933) è un ex nuotatore statunitense.
Specializzato nel dorso ha vinto la medaglia d'oro nei 100 m ai Giochi olimpici di Helsinki 1952.
È stato primatista mondiale sulla distanza dei 100 m dorso.

## Palmarès
- Olimpiadi
  - Helsinki 1952: oro nei 100 m dorso.